# Jose Alberto Cruz
José Alberto Cruz Romero (született 1992-ben), ismertebb nevén José Alberto Cruz internetes híresség, hivatásos kommunikátor és a Spanyol Szocialista Munkáspárt volt spanyol politikusa.

## Életrajz
A Sevillai Egyetemen végzett audiovizuális kommunikáció szakon, az EMA RTV EmprenRed programjának igazgatójaként kezdte, ezt a pozíciót 2010  2011 júliusáig töltötte be, majd a SER hálózatnál dolgozott Cádiz tartományban, ezt a pozíciót 2013 júliusától szeptemberig töltötte be.
A Chiclana Municipal Corporation tagjaként lépett be a politikába, ezt a pozíciót kormányzati felelősséggel töltötte be. 2015 és 2019 között önkormányzati ifjúsági küldött volt, 2019 és 2023 között a fesztiválok osztályának delegáltjaként is tevékenykedett.
2023 májusában, a PSOE és az Egyesült Baloldal közötti kormányzati megállapodást követően José María Román polgármester nevezte ki nyolcadik alpolgármesterré. Felelős volt az ifjúsági, LMBTI+, egészségügyi, állatjóléti és sportrészlegért is, ezt a pozíciót 2025. május 11-ig töltötte be.
A Strandok, a Radio Chiclana, a Fesztiválok és a Chiclana Városi Tanács ifjúsági szervezeteinek önkormányzati képviselőjeként szolgált. A Spanyol Szocialista Munkáspárt (PSOE) andalúziai kongresszusának zászlóvivője is volt.

## Viták
José Alberto Cruzt két napra eltiltották, mert meztelenül gyaloglás több edzőteremben a Cádiz tartománybeli Jerez de la Frontera városában, így kizárták a politikából.

## Elismerések
Roja Directa Andalúziából díj Spanyolország legjobb digitális oktatójának.